# Porricondyla lineata
Porricondyla lineata är en tvåvingeart som först beskrevs av Jean-Jacques Kieffer 1894.  Porricondyla lineata ingår i släktet Porricondyla och familjen gallmyggor.
Artens utbredningsområde är Frankrike. Inga underarter finns listade i Catalogue of Life.